# نی بیتس
نیج بیتس (به هلندی: Nij Beets) یک منطقهٔ مسکونی در هلند است که در اپسترلاند واقع شده‌است. نیج بیتس ۱٬۷۰۵ نفر جمعیت دارد.